# Zachęta Narodowa Galeria Sztuki
Národní galerie umění Zachęta, často jen Zachęta [zachenta] (polsky Zachęta Narodowa Galeria Sztuki) je polská Národní galerie umění sídlící ve Varšavě.

## Historie

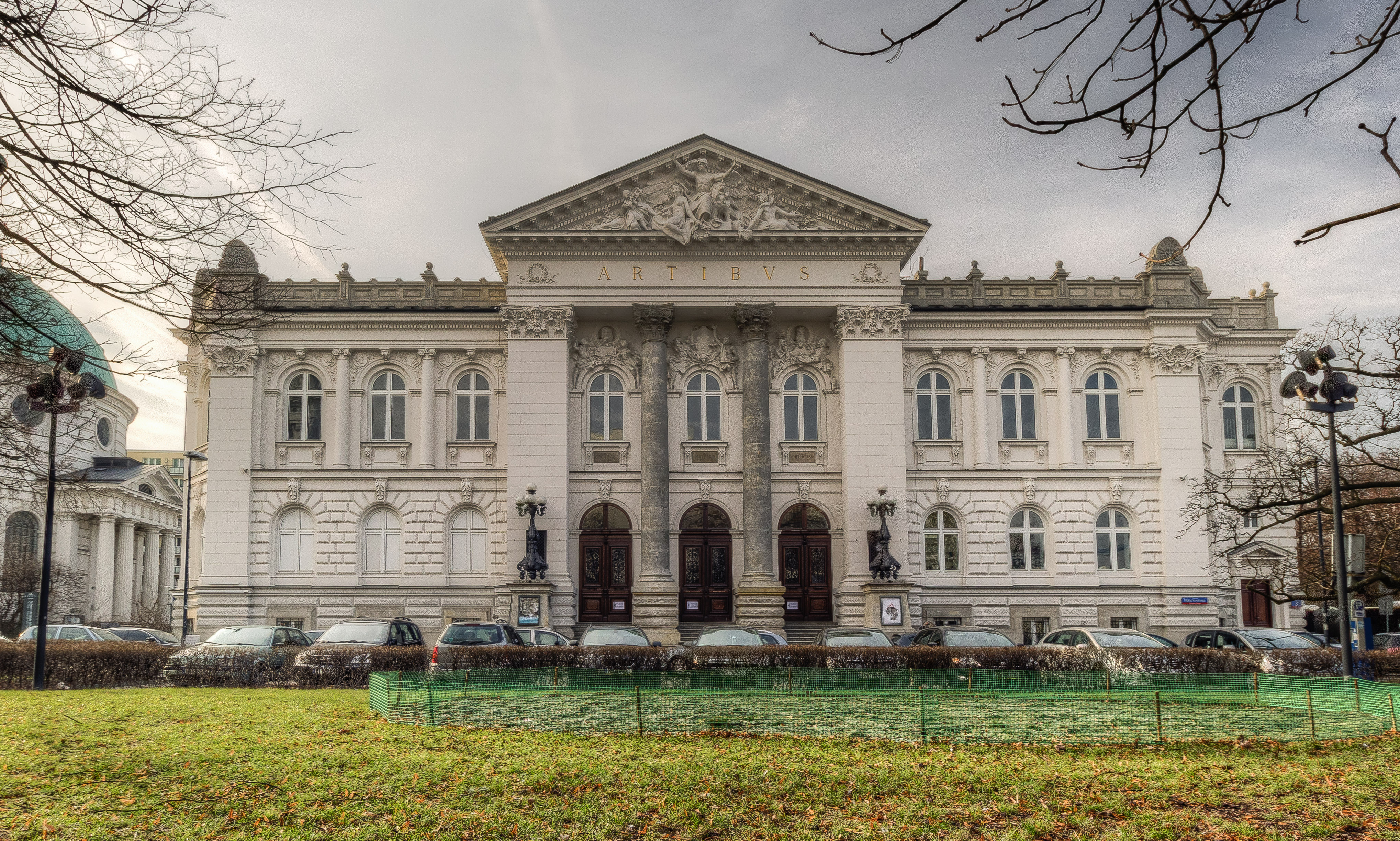
Budova galerie

Historie Zachęty sahá až do roku 1860, kdy byla v Polském království založena Společnost pro podporu výtvarného umění (Towarzystwo Zachęty Sztuk Pięknych). Cílem Společnosti bylo zpočátku pořádání výstav, nákup uměleckých děl pro národní sbírku a poskytování pomoci mladým umělcům. 
Současné sídlo Zachęty, navržené Stefanem Szyllerem, bylo postavené díky úsilí Společnosti a sociální štědrosti (Towarzystwo i hojności społecznej). Základy stavby byly položeny v září 1898 a galerie byla oficiálně otevřena 15. prosince 1900 a postupně se stalo jedním z hlavních center umění ve Varšavě s podporou moderního umění.
16. prosince 1922 byl v paláci Zachęta zavražděn první prezident Polské republiky Gabriel Narutowicz.

Jan Matejko: "Bitva u Grunwaldu"

Během obléhání Varšavy v roce 1939 shořely sousední budovy (evangelicko-augsburský kostel a gymnázium M. Rejy), ale budova Zachęty přežila, i když utrpěla škody. Sbírky nebyly evakuovány z budovy ani přesunuty do suterénu budovy. Jediné dílo převezené ze "Zachęty" v průběhu zářijové ofenzivy německých vojsk byl obraz Jana Matejka "Bitva u Grunwaldu". Obrazy zavěšené na stěnách byly zničeny výbuchy granátů, které prorazily střechu. Po kapitulaci Varšavy byla budova obsazena okupanty, Společnost pro podporu výtvarného umění byla zrušena a většina sbírek byla převezena do Národního muzea. Několik stovek maleb bylo přepraveno v otevřených nákladních vozech, bez jakýchkoliv seznamů nebo protokolů o přesunu. Část vyrabovaných sbírek byla odvezena do Německa a Zachęta byla přeměněna na "Haus der Deutschen Kultur", ve které se konaly německé propagandistické akce. Při ústupu německých vojsk vážně poškodily budovu bomby a dělostřelecké granáty a po osvobození byly na stěnách nalezeny stopy hořlavé látky, které svědčí o záměru ji vypálit. Další rabování památek pak měla na svědomí sovětská vojska.
Po druhé světové válce již nebyla Společnost pro podporu výtvarných umění obnovena a její sbírky byly přesunuty do Národního muzea, kde jsou dnes důležitou součástí Polské galerie. Budova Zachęta byla přeměněna na sídlo Ústředního úřadu uměleckých výstav (Centralne Biuro Wystaw Artystycznych, CBWA). 
Po změnách v roce 1989 se CBWA postupně transformovala a ztratila svůj centralistický charakter. V roce 1994 byla z rozhodnutí polského ministra kultury a umění znovu založena Zachęta Państwowa Galeria Sztuki. 25. září 2003 ministr kultury Waldemar Dąbrowski galerii udělil status národní kulturní instituce a název Zachęta Narodowa Galeria Sztuki (Národní galerie umění Zachęta).

## Činnost

### Vedení galerie
- ředitelka Hanna Wróblewska (od 1. prosince 2010)
- kurátorský tým: Maria Brewińska, Magdalena Kardasz, Julia Leopold (do února 2011), Anna Tomczak
- programová rada: Jacek Dehnel, Dr. Rainer Fuchs, Piotr Gruszczyński, Beatrice Joss, Krzysztof Knittel, doc. dr hab. Marta Leśniakowska, prof. Andrzej Mencwel, Dorota Monkiewicz, prof. Mark Nash, prof. dr. Piotr Piotrowski, prof. dr Krzysztof Pomian, prof. dr Maria Poprzęcka, prof. Jacek Sempoliński, Andrzej Starmach, prof. Maciej Świeszewski, Artur Żmijewski

### Výstavy
Stálá sbírka Národní galerie umění Zachęty zahrnuje díla současného polského umění: malby, sochařství, instalace, fotografie, kinematografie. Není však ve stálé expozici a je prezentována formou dočasných výstav.
Ve více než 100 let starých interiérech galerie byla vystaveny díla významných polských a zahraničních umělců, jako Paweł Althamer, Marlene Dumasová, Luc Tuymans, Jan Lebenstein, Zbigniew Libera, Daniel Libeskind, Tadeusz Kantor, Katarzyna Kozyra, Yayoi Kusama, Niki de Saint Phalle, Wilhelm Sasnal, Alina Szapocznikow a Wolfgang Tillmans.
Zachęta také připravuje často široce diskutované problémové výstavy, takový jako: Klasici dvacátého století; Revoluce 1968; Sex? Zkontrolovat! Ženskost a mužskost v umění východní Evropy; V Boha, kterému věříme; Pokrok a hygiena; Kanibalismus? O prostředcích v umění nebo těsně po válce. Část děl vytvořených umělci pro konkrétní výstavy se tak dostane do sbírek galerie Zachęta.

### Jiné aktivity
Součástí galerie je odborná knihovna se sbírkou výstavních katalogů, která je jednou z největších v Polsku, oddělení dokumentace a knihkupectví s knihami o výtvarném umění.
Polský stát usiluje o navrácení odcizených artefaktů a sleduje i díla nabízená v aukcích v zahraničí.